# Lombardei-Rundfahrt 1984
Die Lombardei-Rundfahrt 1984 war die 78. Austragung der Lombardei-Rundfahrt  und fand am 13. Oktober 1984 statt. Die Gesamtdistanz des Rennens betrug 251 Kilometer. Es siegte der Franzose Bernard Hinault aus dem Team La Vie claire-Teraillon vor dem Belgier Ludo Peeters vom Team Kwantum–Decosol–Yoko und dem Niederländer Teun van Vliet aus dem Team Verandalux-Dries.

## Ergebnis
| Rang | Fahrer               | Team                            | Zeit       |
| ---- | -------------------- | ------------------------------- | ---------- |
| 1    | Bernard Hinault      | La Vie claire-Teraillon         | 6h 08' 50" |
| 2    | Ludo Peeters         | Kwantum–Decosol–Yoko            | + 58"      |
| 3    | Teun van Vliet       | Verandalux-Dries                | + 58"      |
| 4    | Tommy Prim           | Bianchi-Piaggio                 | + 58"      |
| 5    | Stephen Roche        | La Redoute                      | + 58"      |
| 6    | Adri van der Poel    | Kwantum–Decosol–Yoko            | + 58"      |
| 7    | Claude Criquielion   | Splendor–Mondial Moquettes–Marc | + 2' 27"   |
| 8    | Jørgen Vagn Pedersen | Carrera–Inoxpran                | + 2' 27"   |
| 9    | Emanuele Bombini     | Del Tongo                       | + 2' 27"   |
| 10   | Iñaki Gastón         | Reynolds                        | + 2' 34"   |